# Сађинале (Фиренца)
Сађинале је насеље у Италији у округу Фиренца, региону Тоскана.
Према процени из 2011. у насељу је живело 375 становника. Насеље се налази на надморској висини од 189 м.